# Bathythrix pimplae
Bathythrix pimplae là một loài tò vò trong họ Ichneumonidae.